# Copa Aldao

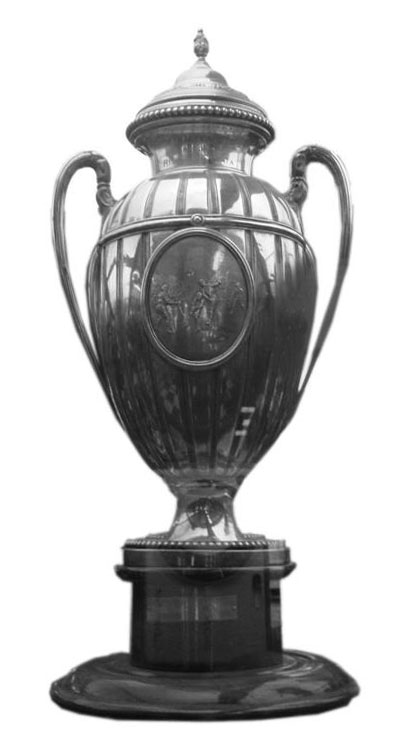
Die Trophäe der Copa Aldao

Die Copa Aldao (auch Copa Ricardo Aldao, Campeonato Rioplatense oder Copa Río de La Plata genannt) war ein südamerikanischer Vereinsfußballwettbewerb, der in der ersten Hälfte des 20. Jahrhunderts zwischen Vertretern aus Argentinien und Uruguay, meist den zwei Meisterschaftsgewinnern der Primera División Uruguaya (bis 1932 Uruguay Football Association League) und der Liga Argentina de Fútbol (bis 1931 Argentine Association Football League), ausgespielt wurde. Gestiftet hatte ihn Ricardo C. Aldao, der von 1912 bis 1914 Präsident der Federación Argentina de Football und von 1918 bis 1919 Präsident der Asociación del Fútbol Argentino (AFA) war.
Ursprünglich bestand der Wettbewerb aus lediglich einem Entscheidungsspiel, doch am 22. Januar 1941 gaben die Asociación Uruguaya de Fútbol (AUF) und die AFA bekannt, dass ab der nächsten Austragung ein Hin- und ein Rückspiel bestritten werden müssten. Dies geschah mit Ausnahme des Jahres 1942 in der Folge auch. 1957 jedoch kam es auf Grund einer Antrittsverweigerung erneut zur Ableistung lediglich des Hinspiels. Danach sträubten sich die Vereine gegen eine Teilnahme, da diese zeitlich nur äußerst schlecht mit anderen Verpflichtungen zu vereinbaren war. Generell fanden die Begegnungen stark zeitversetzt zur betreffenden Ligasaison statt. So spielte man die Partie für das Jahr 1946 beispielsweise erst im Frühjahr 1948, bereits nach der Austragung für 1947, aus.

## Die Spiele und Sieger
| Jahr              | Sieger                    | Ergebnisse | Finalist                  |
| ----------------- | ------------------------- | ---------- | ------------------------- |
| 1913              | River Plate Montevideo    | [ 1 ]      | Estudiantes de La Plata   |
| 1916              | Nacional Montevideo       | 2:1        | Racing Club de Avellaneda |
| 1917              | Racing Club de Avellaneda | 2:2 / 2:1  | Nacional Montevideo       |
| 1918              | Racing Club de Avellaneda | 2:1        | Peñarol Montevideo        |
| 1919              | Nacional Montevideo       | 3:0        | Boca Juniors              |
| 1920              | Nacional Montevideo       | 2:1        | Boca Juniors              |
| 1921              | Club Atlético Huracán     | ?          | ?                         |
| 1923              | CA San Lorenzo de Almagro | 1:0        | Montevideo Wanderers      |
| 1927              | CA San Lorenzo de Almagro | 1:0        | Rampla Juniors            |
| 1928              | Peñarol Montevideo        | 3:0        | Club Atlético Huracán     |
| 1936              | River Plate               | 5:1        | Peñarol Montevideo        |
| 1937              | River Plate               | 5:2        | Peñarol Montevideo        |
| 1938              | CA Independiente          | 3:1        | Peñarol Montevideo        |
| 1939              | CA Independiente          | 5:0        | Nacional Montevideo       |
| 1940              | Nacional Montevideo       | 2:2        | Boca Juniors              |
| 1941              | River Plate               | 6:1 / 1:1  | Nacional Montevideo       |
| 1942              | Nacional Montevideo       | 4:0        | River Plate               |
| 1945              | River Plate               | 2:1 / 3:2  | Peñarol Montevideo        |
| 1946              | CA San Lorenzo de Almagro | 3:2 / 2:7  | Nacional Montevideo       |
| 1947              | River Plate               | 4:3 / 3:1  | Nacional Montevideo       |
| 1957              | River Plate               | 2:1        | Nacional Montevideo       |
| 1. 2. 3. 4. 5. 6. |                           |            |                           |

## Ranglisten
| Rang | Verein                    | Titel | Jahr(e)*                           |
| ---- | ------------------------- | ----- | ---------------------------------- |
| 1    | Nacional Montevideo       | 6     | 1916, 1919, 1920, 1940, 1942, 1946 |
|      | River Plate               | 6     | 1936, 1937, 1941, 1945, 1947, 1957 |
| 3    | CA San Lorenzo de Almagro | 3     | 1923, 1927, 1946                   |
| 4    | CA Independiente          | 2     | 1938, 1939                         |
|      | Racing Club de Avellaneda | 2     | 1917, 1918                         |
| 6    | Club Atlético Huracán     | 1     | 1921                               |
|      | Peñarol Montevideo        | 1     | 1928                               |

| Rang | Land        | Titel |
| ---- | ----------- | ----- |
| 1    | Argentinien | 14    |
| 2    | Uruguay     | 7     |